# 武川光夫
武川 光夫（たけがわ みつお）は、日本の内閣府官僚。内閣府賞勲局長や、内閣府政策統括官、内閣府審議官、児童ポルノ排除対策推進協議会副会長等を歴任した。

## 人物・来歴
兵庫県出身。甲陽学院中学校・高等学校を経て、1981年東京大学法学部卒業、総理府入庁。内閣府大臣官房審議官や、内閣府大臣官房政策評価審議官等を経て、2012年内閣府賞勲局長。2013年から内閣府政策統括官（共生社会政策担当）、子ども・子育て本部統括官併任として、児童ポルノ排除対策推進協議会副会長などを務めた。2016年内閣府審議官（沖縄担当）。2017年退官。2018年博報堂顧問。